# 대한민국의 하숙집

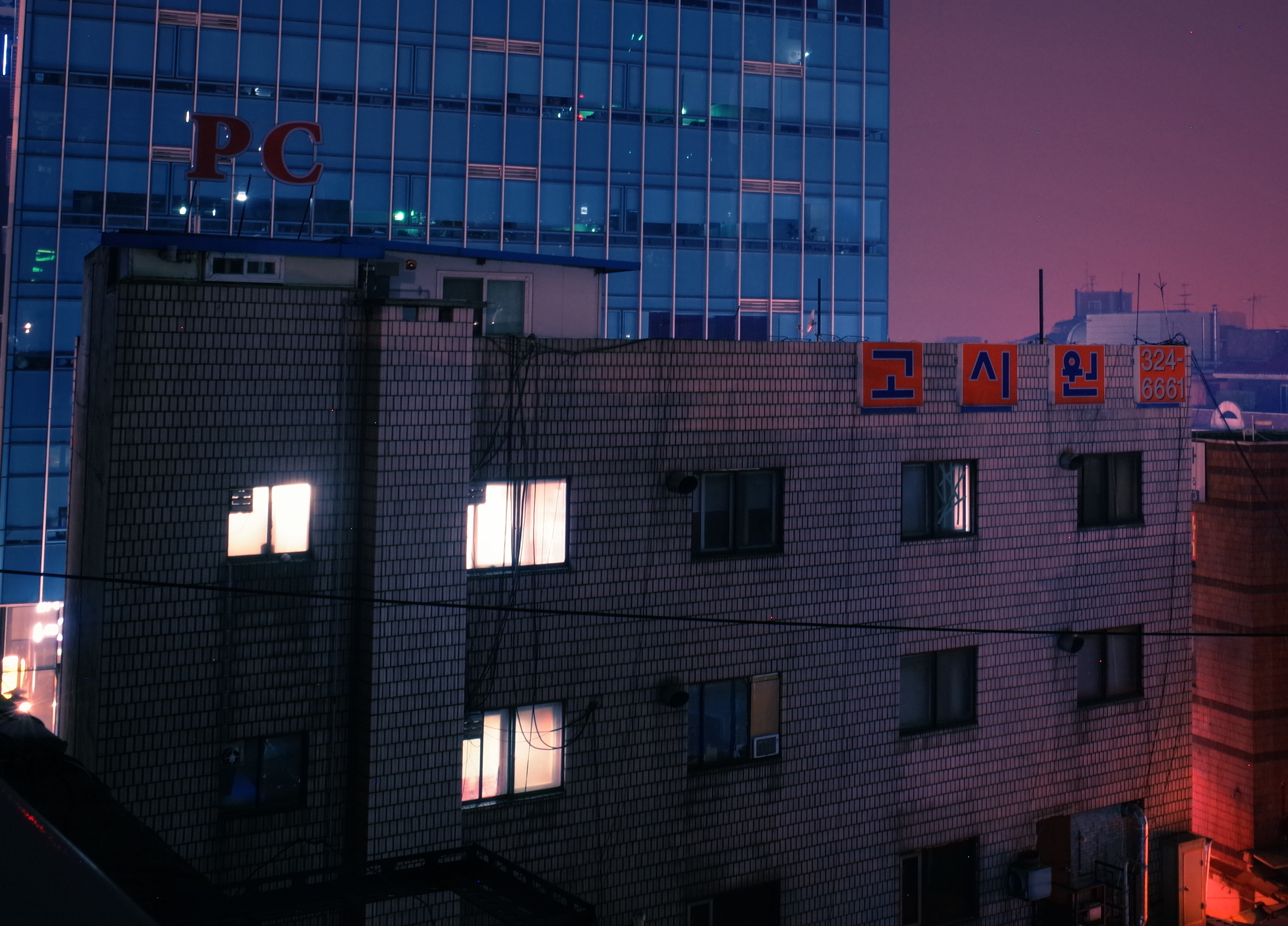
서울특별시의 한 하숙집 건물

대한민국의 하숙집은 직장인이 일반적으로 사용하지만 대학생들에게 더 인기가 있는 대한민국의 주택 유형이다. 일반적으로 하숙집은 싱글 침대, 책상, 미니 냉장고를 갖춘 작은 방의 형태를 취한다. 건물의 각 층에는 여러 개의 방이 있으며 일반적으로 세입자가 공유하는 화장실, 샤워실, 세탁실이 있다. 식사(특히 아침과 저녁)도 집주인이나 더 일반적으로 집주인이 제공하며 집세에 포함되는 경우가 많다. 집세는 방의 크기와 시설의 질에 따라 다르지만 일반적으로 저렴한 것으로 간주된다. 하숙집은 한국의 단칸방 주택인 고시원(또는 고시텔)과 자주 비교된다.